# Campionati mondiali di nuoto in vasca corta 2021 - 400 metri stile libero maschili
La gara di nuoto dei 400 metri stile libero maschili dei Campionati mondiali di nuoto in vasca corta 2021 è stata disputata il 16 dicembre presso l'Etihad Arena ad Abu Dhabi negli Emirati Arabi Uniti.
Vi hanno preso parte 65 atleti provenienti 56 nazioni.

## Podio
| Posizione | Atleta           | Nazionalità |
| --------- | ---------------- | ----------- |
| Oro       | Felix Auböck     | Austria     |
| Argento   | Danas Rapšys     | Lituania    |
| Bronzo    | Antonio Djakovic | Svizzera    |

## Programma
| Data             | Ora   | Turno    |
| ---------------- | ----- | -------- |
| 16 dicembre 2021 | 09:30 | Batterie |
| 16 dicembre 2021 | 18:00 | Finale   |

## Record
Prima della manifestazione il record del mondo e il record dei campionati erano i seguenti.
| Record mondiale       | 3:32.25 | Yannick Agnel Francia | 15 novembre 2012 Angers, Francia |
| Record dei campionati | 3:34.01 | Danas Rapšys Lituania | 11 dicembre 2018 Hangzhou, Cina  |

## Risultati

### Batterie
I migliori 8 tempi accedono alla finale
| Pos | Batt | Corsia | Nome                     | Nazione           | Tempo        | Note |
| --- | ---- | ------ | ------------------------ | ----------------- | ------------ | ---- |
| 1   | 7    | 5      | Felix Auböck             | Austria           | 3:37.91      | Q    |
| 2   | 5    | 7      | Kieran Smith             | Stati Uniti       | 3:38.61      | Q    |
| 3   | 7    | 7      | Antonio Djakovic         | Svizzera          | 3:39.06      | Q    |
| 4   | 6    | 5      | Luc Kroon                | Paesi Bassi       | 3:39.17      | Q    |
| 5   | 7    | 2      | Max Litchfield           | Regno Unito       | 3:39.34      | Q    |
| 6   | 7    | 4      | Danas Rapšys             | Lituania          | 3:39.38      | Q    |
| 7   | 4    | 6      | Alfonso Mestre           | Venezuela         | 3:39.52      | Q    |
| 8   | 6    | 3      | Marco De Tullio          | Italia            | 3:39.53      | Q    |
| 9   | 7    | 3      | Matteo Ciampi            | Italia            | 3:40.10      |      |
| 10  | 6    | 0      | Ahmed Hafnaoui           | Tunisia           | 3:40.30      |      |
| 11  | 7    | 6      | Balázs Holló             | Ungheria          | 3:41.75      |      |
| 12  | 7    | 8      | Maarten Brzoskowski      | Paesi Bassi       | 3:41.84      |      |
| 13  | 6    | 6      | Henrik Christiansen      | Norvegia          | 3:42.03      |      |
| 14  | 4    | 3      | Marwan Elkamash          | Egitto            | 3:42.17      |      |
| 15  | 6    | 4      | Tom Dean                 | Regno Unito       | 3:42.41      |      |
| 16  | 6    | 2      | Daniil Shatalov          | Fed. Nuoto Russa  | 3:42.50      |      |
| 17  | 5    | 8      | José Paulo Lopes         | Portogallo        | 3:42.57      |      |
| 18  | 4    | 4      | Denis Loktev             | Israele           | 3:43.27      |      |
| 19  | 5    | 4      | Lee Ho-joon              | Corea del Sud     | 3:43.35      |      |
| 20  | 6    | 7      | Jordan Pothain           | Francia           | 3:43.43      |      |
| 21  | 7    | 1      | Velimir Stjepanović      | Serbia            | 3:43.58      |      |
| 22  | 5    | 1      | Lukas Märtens            | Germania          | 3:43.64      |      |
| 23  | 4    | 1      | Nguyễn Huy Hoàng         | Vietnam           | 3:43.89      |      |
| 24  | 3    | 5      | Juan Morales             | Colombia          | 3:44.00      |      |
| 25  | 4    | 5      | Gábor Zombori            | Ungheria          | 3:44.23      |      |
| 26  | 5    | 0      | Dimitrios Markos         | Grecia            | 3:44.83      |      |
| 27  | 5    | 6      | Aleksandr Egorov         | Fed. Nuoto Russa  | 3:44.90      |      |
| 28  | 6    | 1      | Stefan Šorak             | Serbia            | 3:45.01      |      |
| 29  | 6    | 8      | Baturalp Ünlü            | Turchia           | 3:45.66      |      |
| 30  | 7    | 9      | Ondřej Gemov             | Rep. Ceca         | 3:45.74      |      |
| 31  | 5    | 2      | Henning Mühlleitner      | Germania          | 3:46.05      |      |
| 32  | 4    | 7      | David Popovici           | Romania           | 3:46.08      |      |
| 33  | 3    | 2      | Eduardo Cisternas        | Cile              | 3:46.43      |      |
| 34  | 4    | 8      | Chen Ende                | Cina              | 3:46.61      |      |
| 35  | 5    | 3      | Jan Micka                | Rep. Ceca         | 3:46.68      |      |
| 36  | 4    | 0      | Cheuk Ming Ho            | Hong Kong         | 3:47.51      |      |
| 37  | 5    | 5      | Joaquín Vargas           | Perù              | 3:48.05      |      |
| 38  | 4    | 2      | Thomas Thijs             | Belgio            | 3:48.07      |      |
| 39  | 7    | 0      | Yordan Yanchev           | Bulgaria          | 3:48.12      |      |
| 40  | 3    | 4      | Tonnam Kanteemool        | Thailandia        | 3:49.01      |      |
| 41  | 3    | 6      | Kushagra Rawat           | India             | 3:49.04      |      |
| 42  | 3    | 3      | Aflah Prawira            | Indonesia         | 3:49.13      |      |
| 43  | 6    | 9      | Mohamed Lagili           | Tunisia           | 3:50.73      |      |
| 44  | 3    | 1      | Mohamed Anisse Djaballah | Algeria           | 3:52.01      |      |
| 45  | 4    | 9      | Finn McGeever            | Irlanda           | 3:52.34      |      |
| 46  | 3    | 7      | Irakli Revishvili        | Georgia           | 3:53.62      |      |
| 47  | 3    | 0      | Adib Khalil              | Libano            | 3:53.64      |      |
| 48  | 3    | 9      | Omar Abbas               | Siria             | 3:53.66      |      |
| 49  | 2    | 3      | Loris Bianchi            | San Marino        | 3:55.50      |      |
| 50  | 2    | 4      | Pavel Alovatki           | Moldavia          | 3:55.55      |      |
| 51  | 2    | 5      | Joseph Macías            | Ecuador           | 3:57.51      |      |
| 52  | 1    | 3      | Adrián Navarro           | Cuba              | 3:58.31      |      |
| 53  | 3    | 8      | Dylan Cachia             | Malta             | 3:59.11      |      |
| 54  | 2    | 1      | Ado Gargović             | Montenegro        | 3:59.93      |      |
| 55  | 2    | 9      | Ramazan Omarov           | Kirghizistan      | 4:02.67      |      |
| 56  | 2    | 6      | Nikoli Blackman          | Trinidad e Tobago | 4:03.35      |      |
| 57  | 2    | 7      | Henrique Mascarenhas     | Angola            | 4:04.23      |      |
| 58  | 2    | 2      | Johan Nónskarð Dam       | Fær Øer           | 4:04.95      |      |
| 59  | 2    | 0      | Christopher Gossmann     | Guatemala         | 4:06.06      |      |
| 60  | 1    | 5      | Sauod Al-Shamroukh       | Kuwait            | 4:09.83      |      |
| 61  | 2    | 8      | Ahmed Ali Al-Hazmi       | Arabia Saudita    | 4:12.13      |      |
| 62  | 1    | 4      | Ali Imaam                | Maldive           | 4:24.45      |      |
| -   | 1    | 6      | Mark Imazu               | Guam              | squalificato |      |
| -   | 1    | 2      | Tesfaye Beyene           | Eritrea           | non partiti  |      |
| -   | 5    | 9      | Glen Lim Jun Wei         | Singapore         | non partiti  |      |

### Finale
| Pos. | Corsia | Atleta           | Nazionalità | Tempo   | Note |
| ---- | ------ | ---------------- | ----------- | ------- | ---- |
|      | 4      | Felix Auböck     | Austria     | 3:35.90 |      |
|      | 7      | Danas Rapšys     | Lituania    | 3:36.23 |      |
|      | 3      | Antonio Djakovic | Svizzera    | 3:36.83 |      |
| 4    | 8      | Marco De Tullio  | Italia      | 3:37.83 |      |
| 5    | 5      | Kieran Smith     | Stati Uniti | 3:38.77 |      |
| 6    | 6      | Luc Kroon        | Paesi Bassi | 3:39.03 |      |
| 7    | 1      | Alfonso Mestre   | Venezuela   | 3:39.06 |      |
| 8    | 2      | Max Litchfield   | Regno Unito | 3:39.45 |      |